# Psallus maculosus
Psallus maculosus är en insektsart som beskrevs av Knight 1925. Psallus maculosus ingår i släktet Psallus och familjen ängsskinnbaggar. Inga underarter finns listade i Catalogue of Life.